# Gondelsheim
Gondelsheim (mundartlich: Gondelse) ist eine Gemeinde im Landkreis Karlsruhe in Baden-Württemberg. Vor der baden-württembergischen Kreisreform gehörte sie zum Landkreis Bruchsal.

## Geographie

### Geographische Lage
Gondelsheim liegt im westlichen Kraichgauer Hügelland im Saalbachtal zwischen Bruchsal und Bretten.

### Gemeindegliederung
Zur Gemeinde Gondelsheim gehören auch die Höfe Bonartshäuser Hof (Althof) und Erdbeerhof (Neuhof) sowie die landwirtschaftliche Aussiedlung Dossental. Im Gemeindegebiet liegt die Wüstung Gillingen.

## Geschichte
1188 wird ein allodium (dt.: Eigengut) in Gondolsheim in einem Vertrag zwischen Kaiser Friedrich I. Barbarossa und König Alfons VIII. von Kastilien, in dem die Ehe von Friedrichs Sohn Konrad mit Alfons Tochter Berengaria vereinbart wurde, erwähnt. Dieses Eigengut, das in Gondelsheim  vermutet wird, gehörte mit weiteren 29 staufischen Gütern zur Morgengabe der Braut. Möglicherweise war aber in diesem Ehevertrag, der niemals in die Praxis umgesetzt wurde, Gundelsheim gemeint.
1257 wurde der Ort als Gundolfesheim erstmals gesichert urkundlich erwähnt. Es gehörte bis dahin dem Zisterzienserkloster Herrenalb, das es nun im Tausch gegen andere Besitztümer an Konrad von Wiesloch abgab. Über die Grafen von Hohenberg kam es an die Grafen von Württemberg. Graf Eberhard verkaufte den Ort 1483 dann an Plicker Landschad von Steinach, den pfälzischen Hofmeister, und wurde so ein freiadliger Flecken. Ende des 16. Jahrhunderts kam Gondelsheim an die Knebel von Katzenelnbogen, die es 1650 an Johann Bernhard von Mentzingen verkauften. Nachdem die Herren von Mentzingen immer höher verschuldet waren, mussten sie den – bereits verpfändeten – Besitz 1787 an das badische Herrscherhaus verkaufen.
Zunächst gehörte Gondelsheim zur badischen Grafschaft Petershausen. Es wurde 1806, als Baden zum Großherzogtum erhoben wurde, zum Sitz des neugebildeten standesherrlichen Amtes Gondelsheim im Pfinz- und Enzkreis, das jedoch bereits 1826 wieder aufgelöst wurde und im Amt Bretten aufging. Seit 1936 gehörte die Gemeinde zum Bezirksamt Bruchsal, ab 1939 Landkreis Bruchsal, der 1973 im Landkreis Karlsruhe aufging.

## Religionen
Gondelsheim ist geschichtlich gesehen evangelisch geprägt. Neben der evangelischen Gemeinde gibt es aber auch eine katholische und eine neuapostolische Kirchengemeinde.

## Politik

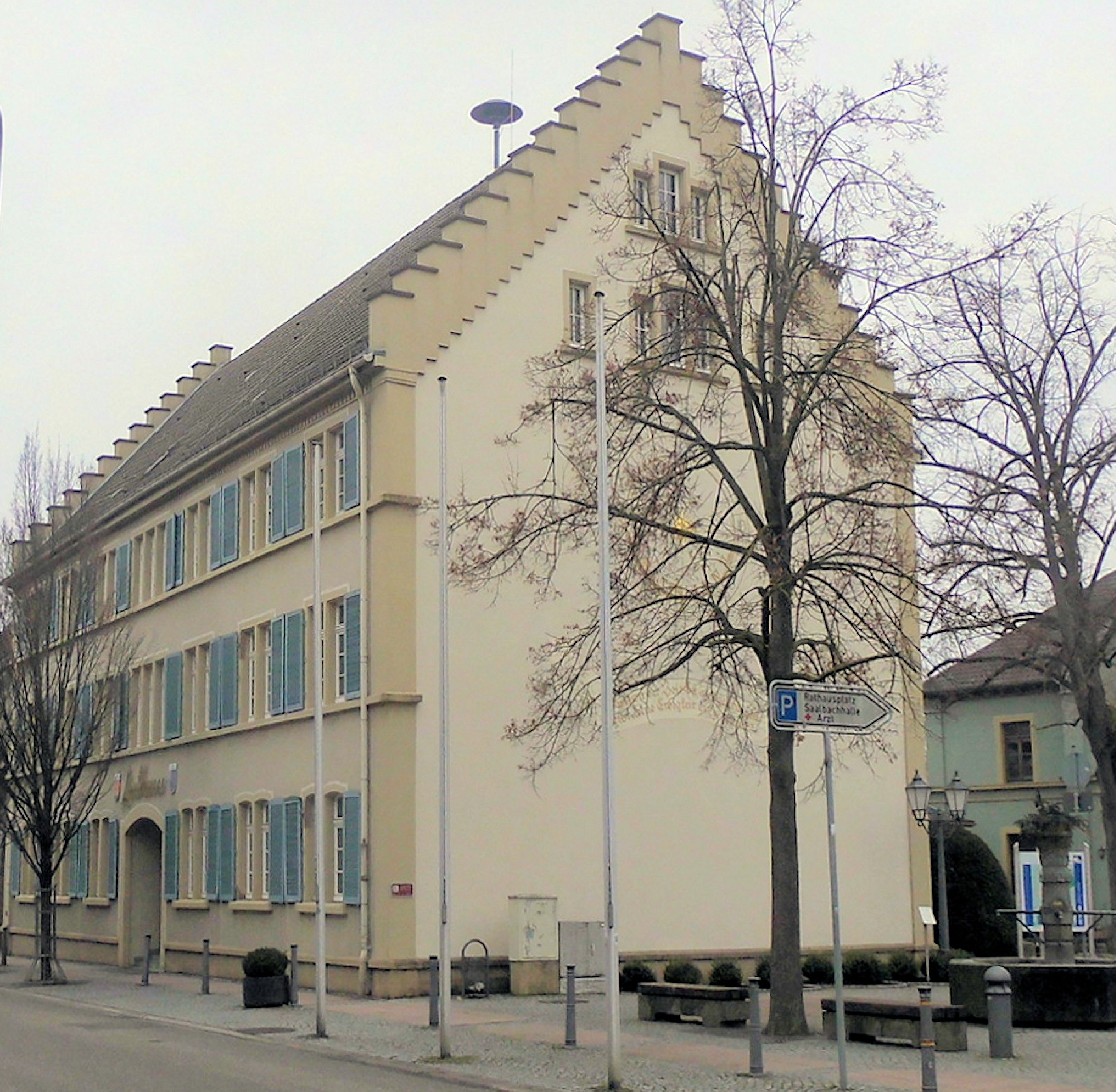
Rathaus

### Bürgermeister
- 1982–1998: Hans-Peter Willy

Bürgermeister von Gondelsheim ist seit 1998 Markus Rupp (SPD), geboren 1965 in Karlsruhe. Rupp war von 1994 bis 1998 Mitglied des Gemeinderats, wurde 1998 zum Bürgermeister gewählt und bei den drei seither folgenden Wahlen (zuletzt 2021) im Amt bestätigt. Er ist seit 1999 Mitglied des Kreistags Karlsruhe, seit 2009 Vorsitzender der SPD-Fraktion im Kreistag.

### Gemeinderat
Der Gemeinderat hat 14 ehrenamtliche Mitglieder, die für fünf Jahre gewählt werden. Hinzu kommt der Bürgermeister als stimmberechtigter Gemeinderatsvorsitzender.
Die Kommunalwahl 2024 führte zu folgendem Ergebnis (in Klammern: Unterschied zu 2019):

Flagge der Gemeinde Gondelsheim

| Gemeinderat 2024               | Gemeinderat 2024 | Gemeinderat 2024 | Gemeinderat 2024 | Gemeinderat 2024 |
| Partei / Liste                 | Stimmenanteil    | Sitze            |                  |                  |
| ------------------------------ | ---------------- | ---------------- | ---------------- | ---------------- |
| Freie Wähler                   | 38,7 % (+5,7)    | 5 (+1)           |                  |                  |
| CDU                            | 31,8 % (+4,0)    | 4 (±0)           |                  |                  |
| SPD                            | 18,5 % (−1,2)    | 3 (±0)           |                  |                  |
| Grüne                          | 11,0 % (−8,4)    | 2 (−1)           |                  |                  |
| Wahlbeteiligung: 64,9 % (+3,7) |                  |                  |                  |                  |

### Wappen und Flagge
Blasonierung: „In Rot aus grünem Schildfuß wachsend eine gebundene goldene Ährengarbe.“
Die Gemeindefarben sind Rot-Grün.

### Gemeindepartnerschaften
Gondelsheim unterhält seit 1979 partnerschaftliche Beziehungen zu Droué, einer Gemeinde mit etwa 1300 Einwohnern im Département Loir-et-Cher in Frankreich gelegen, rund 150 km vor den Toren von Paris, in unmittelbarer Nähe der Schlösser der Loire und der berühmten Kathedrale von Chartres.

## Sehenswürdigkeiten

### Bauwerke

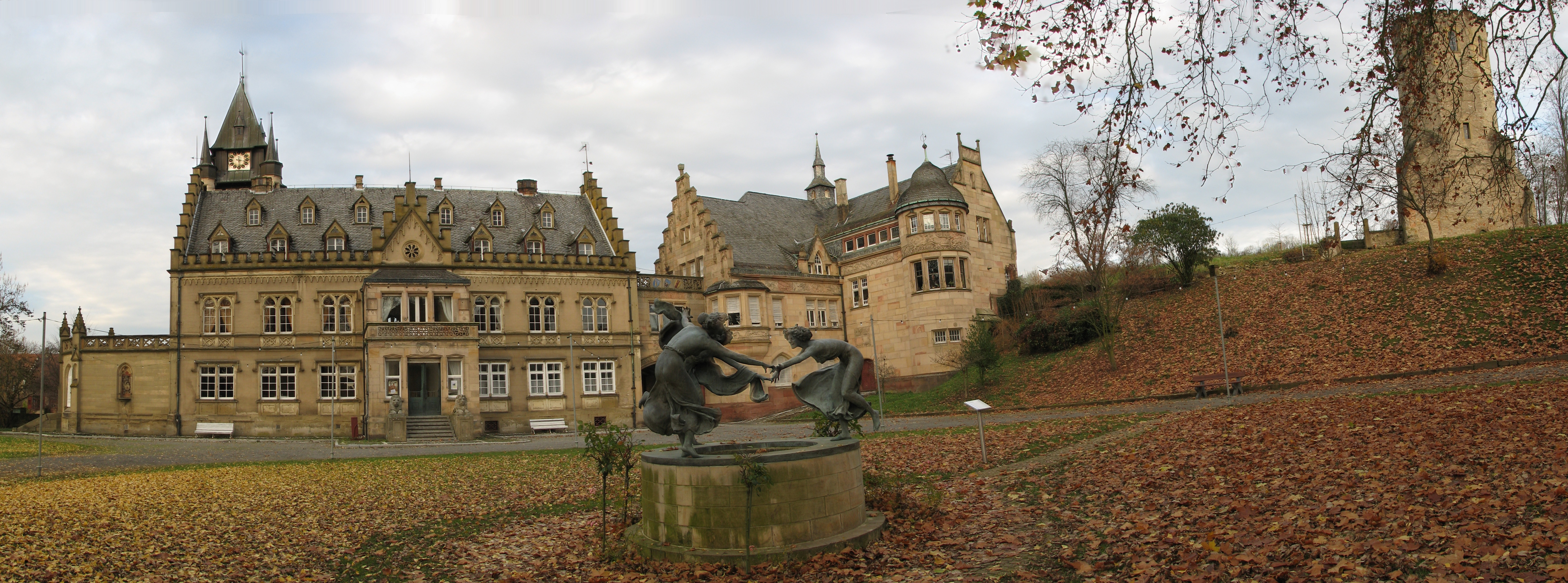
Schloss Gondelsheim mit Nymphenbrunnen

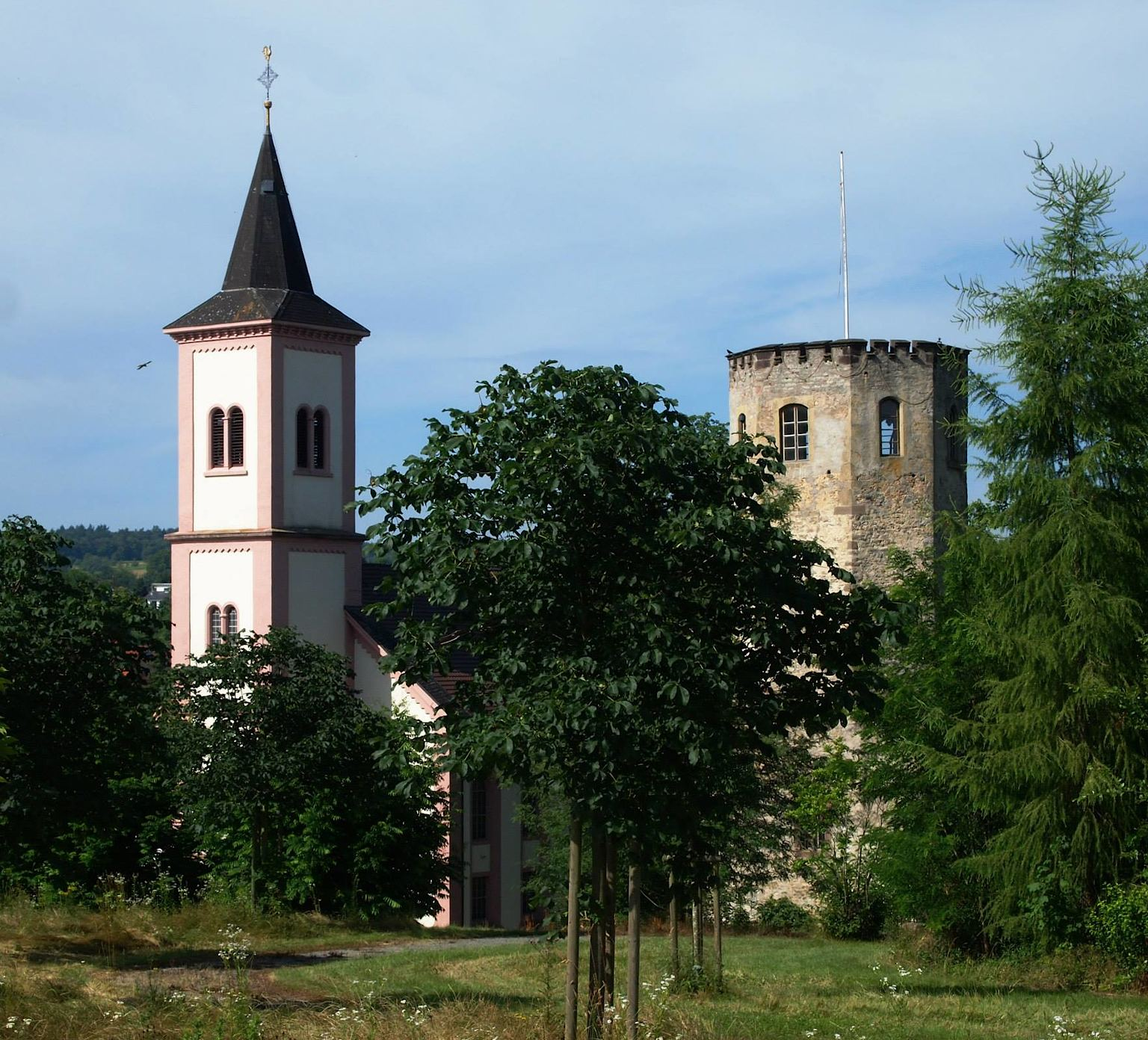
Kirche und Alter Turm

- Schloss Gondelsheim wurde 1857 in seiner heutigen Gestalt erbaut und im 20. Jahrhundert um einen Jugendstilanbau erweitert. Im Schlosspark spannen der Alte Turm und die Kirche von Heinrich Hübsch im Stil des Romantizismus einen ungewöhnlichen, eklektizistisch anmutenden Ort auf. Hinzu kommen die wiedereingerichtete Englische Anlage sowie der Gondelsheimer Nymphenbrunnen mit einer von drei Kopien der Drei tanzenden Mädchen von Walter Schott. Die Entstehungsgeschichte des Alten Turms ist noch nicht abschließend geklärt: Historiker gehen davon aus, dass der Turm ein Überrest einer alten im 13. Jahrhundert erbauten und im Dreißigjährigen Krieg zerstörten Wehrkirche sei. Der Leiter der Restaurierungsarbeiten, Bernd F. Säubert, vertritt die Auffassung, dass der Alte Turm der Bergfried einer Burganlage gewesen sein könnte. Für die Restaurierung der in den 1960er-Jahren entdeckten Fresken aus dem 15. Jahrhundert mit der Darstellung eines Apostelzyklus und der Legende von den drei Lebenden und den drei Toten wurden von der Denkmalstiftung Baden-Württemberg 50.000 Euro bereitgestellt. Der Alte Turm wurde von der Denkmalstiftung Baden-Württemberg zum „Denkmal des Monats Februar 2009“ ernannt. Die Restaurierung des Turmes umfasste u. a. auch Arbeiten am Dach und am Putz zur Verbesserung des Raumklimas und Vermeidung weiterer Wasserschäden.
- Das Gasthaus LoewenThor besteht seit 1701 als Herberge an der alten Heerstraße von Speyer nach Augsburg.
- Die im Jahre 1849 erbaute Gondelsheimer Synagoge befindet sich seit 1930 in Privatbesitz.
- Der Friedrichsbrunnen von 1903 erinnert an den Bau der örtlichen Wasserversorgung im Vorjahr und wurde von Ludwig Christof Meffle aus Bretten gefertigt. Die Medaillonbüste mit Großherzog Friedrich stammt von Sieferle.[7]
- Auf dem Gondelsheimer Friedhof befindet sich die Grabstätte von Josefine Benz, der Mutter des Autopioniers Carl Benz, die in Gondelsheim ihren Lebensabend verbrachte und 1870 dort auch verstarb.

### Ferienstraßen
Anfang August 1888 fuhr Bertha Benz mit ihren beiden Söhnen von Mannheim nach Pforzheim und über Gondelsheim wieder zurück nach Mannheim. An diese erste automobile Fernfahrt der Geschichte erinnert seit 2008 die Bertha Benz Memorial Route, die durch Gondelsheim führt.

## Wirtschaft und Infrastruktur

### Verkehr
Durch Gondelsheim führt die Westbahn (Bietigheim-Bissingen – Bruchsal), auf deren Streckenabschnitt Bruchsal – Mühlacker hauptsächlich die Regionalbahn 17 (RB17) verkehrt, die zwei Haltepunkte in der Gemeinde besitzt. Es gibt Verbindungen nach Bruchsal und nach Stuttgart.
Gondelsheim liegt an der Bundesstraße 35, welche früher mitten durch den Ort führte, seit 1959 aber durch die Westtangente um die Wohngebiete herumgeführt wird.
Durch eine Alltagsroute aus dem Radnetz Baden-Württemberg ist Gondelsheim mit Bretten (über dessen Stadtteil Diedelsheim) verbunden und in der anderen Richtung mit Bruchsal (an dessen Stadtteil Helmsheim vorbei und über Heidelsheim).

### Bildung
Mit der Kraichgauschule verfügt die Gemeinde über eine Grund- und Werkrealschule Außerdem gibt es zwei Kindergärten bzw. Krippen im Ort.

## Söhne und Töchter der Gemeinde
- Karl Füger (1752–1830), badischer Hofrat
- Max Levi (1868–1925), Unternehmer der Schuhindustrie
- Jacob Hecht (1879–1963), Gründer der Rhenania Schifffahrtsgesellschaft
- Julius La Fontaine (1891–1947), Jurist, Landespolizeidirektor
- Bernd Kneißler (* 1962), deutscher Meister im Kugelstoßen 1985, 15 Länderkämpfe für den DLV